# Lannaskede
För andra betydelser, se Lannaskede (olika betydelser).
Lannaskede är en tidigare kyrkby i Lannaskede socken i Vetlanda kommun, Jönköpings län. Lannaskede ligger väster om Vetlanda, nära Landsbro.
Lannaskede gamla kyrka ligger här. I Lannaskede upptäcktes 1774 en hälsobrunn och från slutet av samma sekel bedrevs här kurortsverksamhet. Dess specialitet var gyttje- och tvålmassagebad. Verksamheten lades ner 1942 och huvudbyggnaden förstördes i en brand 1953.